# Restio anomalus
Restio anomalus är en gräsväxtart som beskrevs av Hans Peter Linder. Restio anomalus ingår i släktet Restio och familjen Restionaceae. Inga underarter finns listade i Catalogue of Life.